# La Villedieu (Creuse)
Pour les articles homonymes, voir La Villedieu.
La Villedieu (La Viala-Diau en occitan) est une commune française située dans le département de la Creuse en région Nouvelle-Aquitaine.

## Géographie
La Villedieu est située au sud du département de la Creuse, sur le plateau de Millevaches. Elle est limitrophe du département de la Haute-Vienne.

### Communes limitrophes
|                      |              | Faux-la-Montagne |
|                      | La Villedieu |                  |
| Nedde (Haute-Vienne) |              |                  |

### Hydrographie
Elle est arrosée par la Feuillade (ou ruisseau de la Villedieu).

### Voies de communication et accès
Le sentier de grande randonnée, GR46 reliant Tours (Indre-et-Loire) à Cahuzac-sur-Vère (Tarn) traverse la commune.

### Climat
Pour des articles plus généraux, voir Climat de la Nouvelle-Aquitaine et Climat de la Creuse.
Historiquement, la commune est exposée à un climat montagnard.  
En 2020, Météo-France publie une typologie des climats de la France métropolitaine dans laquelle la commune est exposée à un climat de montagne et est dans la région climatique  Ouest et nord-ouest du Massif Central, caractérisée par une pluviométrie annuelle de 900 à 1 500 mm, maximale en automne et en hiver.
Pour la période 1971-2000, la température annuelle moyenne est de 10,3 °C, avec une amplitude thermique annuelle de 15 °C. Le cumul annuel moyen de précipitations est de 1 296 mm, avec 13,9 jours de précipitations en janvier et 8,6 jours en juillet. Pour la période 1991-2020, la température moyenne annuelle observée sur la station météorologique la plus proche, située sur la commune d'Eymoutiers à 11,2 km à vol d'oiseau, est de 11,4 °C et le cumul annuel moyen de précipitations est de 1 170,3 mm,. Pour l'avenir, les paramètres climatiques de la commune estimés pour 2050 selon différents scénarios d’émission de gaz à effet de serre sont consultables sur un site dédié publié par Météo-France en novembre 2022.

## Urbanisme

### Typologie
Au 1er janvier 2024, La Villedieu est catégorisée commune rurale à habitat très dispersé, selon la nouvelle grille communale de densité à 7 niveaux définie par l'Insee en 2022.
Elle est située hors unité urbaine et hors attraction des villes,.

### Occupation des sols
L'occupation des sols de la commune, telle qu'elle ressort de la base de données européenne d’occupation biophysique des sols Corine Land Cover (CLC), est marquée par l'importance des forêts et milieux semi-naturels (60,2 % en 2018), en diminution par rapport à 1990 (61,7 %). La répartition détaillée en 2018 est la suivante : 
forêts (52,9 %), prairies (39,8 %), milieux à végétation arbustive et/ou herbacée (7,3 %). L'évolution de l’occupation des sols de la commune et de ses infrastructures peut être observée sur les différentes représentations cartographiques du territoire : la carte de Cassini (XVIIIe siècle), la carte d'état-major (1820-1866) et les cartes ou photos aériennes de l'IGN pour la période actuelle (1950 à aujourd'hui).

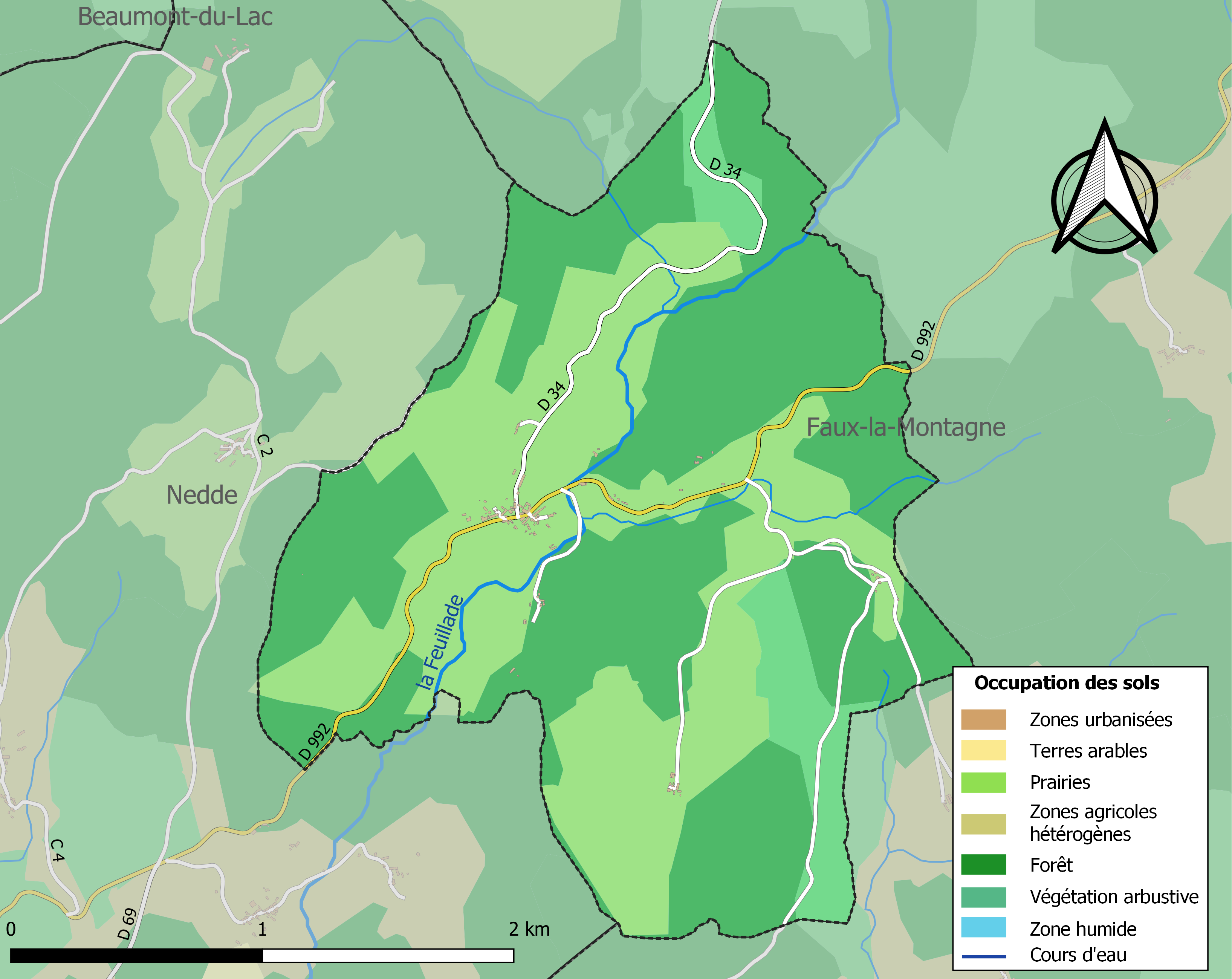
Carte des infrastructures et de l'occupation des sols de la commune en 2018 (CLC).

### Risques majeurs
Le territoire de la commune de La Villedieu est vulnérable à différents aléas naturels : météorologiques (tempête, orage, neige, grand froid, canicule ou sécheresse) et séisme (sismicité très faible). Il est également exposé à un risque technologique, la rupture d'un barrage, et à un risque particulier : le risque de radon. Un site publié par le BRGM permet d'évaluer simplement et rapidement les risques d'un bien localisé soit par son adresse soit par le numéro de sa parcelle.

#### Risques naturels

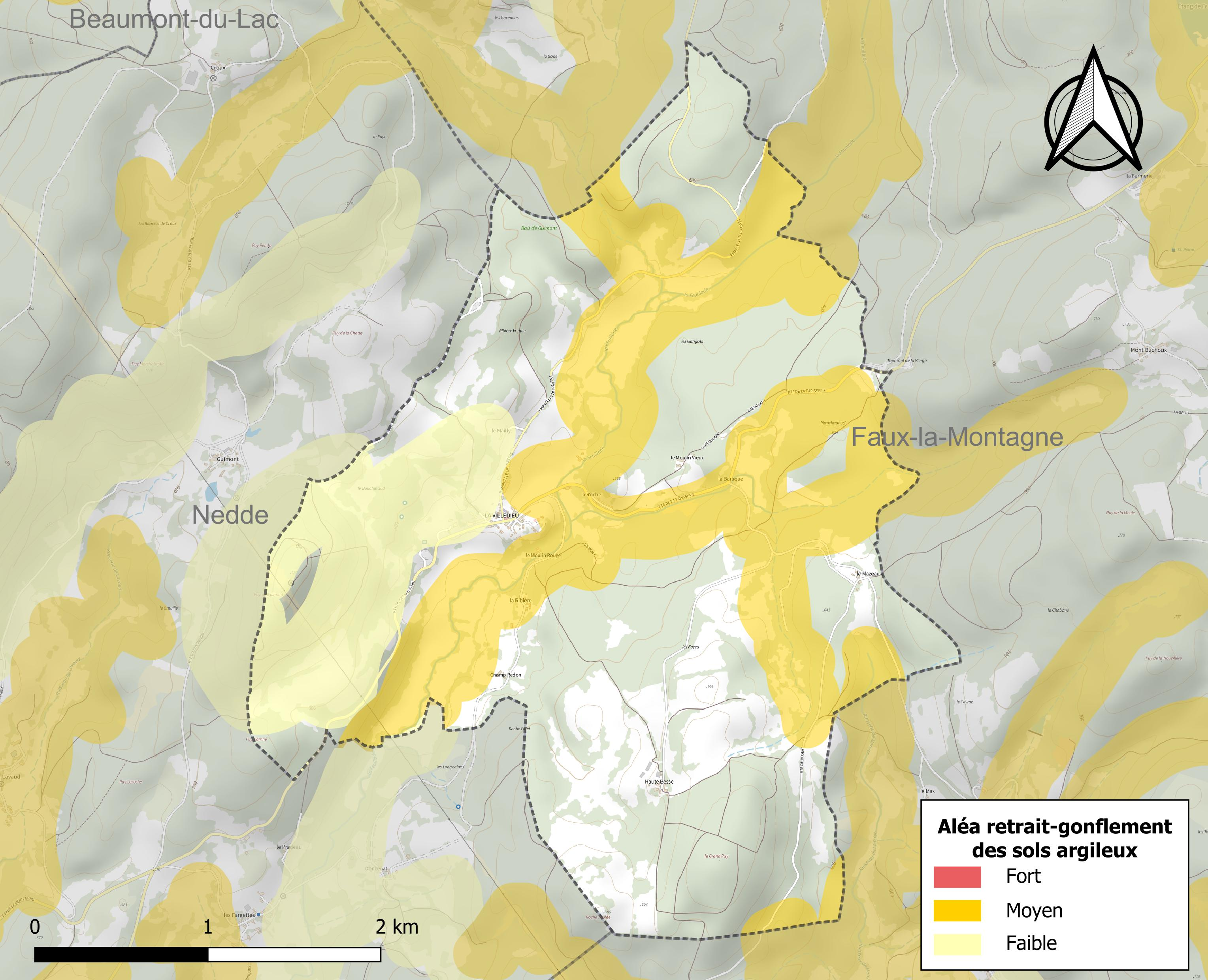
Carte des zones d'aléa retrait-gonflement des sols argileux de La Villedieu.

Le retrait-gonflement des sols argileux est susceptible d'engendrer des dommages importants aux bâtiments en cas d’alternance de périodes de sécheresse et de pluie. 35,1 % de la superficie communale est en aléa moyen ou fort (33,6 % au niveau départemental et 48,5 % au niveau national). Sur les 55 bâtiments dénombrés sur la commune en 2019, 18 sont en aléa moyen ou fort, soit 33 %, à comparer aux 25 % au niveau départemental et 54 % au niveau national. Une cartographie de l'exposition du territoire national au retrait gonflement des sols argileux est disponible sur le site du BRGM,.
Par ailleurs, afin de mieux appréhender le risque d’affaissement de terrain, l'inventaire national des cavités souterraines permet de localiser celles situées sur la commune.
La commune a été reconnue en état de catastrophe naturelle au titre des dommages causés par les inondations et coulées de boue survenues en 1982 et 1999. Concernant les mouvements de terrains, la commune a été reconnue en état de catastrophe naturelle au titre des dommages causés par des mouvements de terrain en 1999.

#### Risques technologiques
La commune est en outre située en aval du  barrage de Confolent, un ouvrage sur la Creuse de classe A soumis à PPI, disposant d'une retenue de 4,7 millions de mètres cubes. À ce titre elle est susceptible d’être touchée par l’onde de submersion consécutive à la rupture de cet ouvrage.

#### Risque particulier
Dans plusieurs parties du territoire national, le radon, accumulé dans certains logements ou autres locaux, peut constituer une source significative d’exposition de la population aux rayonnements ionisants. Certaines communes du département sont concernées par le risque radon à un niveau plus ou moins élevé. Selon la classification de 2018, la commune de La Villedieu est classée en zone 3, à savoir zone à potentiel radon significatif.

## Histoire
Le 7 mai 1956, un camion de l'armée rempli de réservistes rappelés pour la guerre d'Algérie, se rend à la Courtine, centre de regroupement avant le départ pour l'Algérie. Il est ensuite bloqué à la Villedieu par les habitants qui cautionnent les soldats réfractaires. Trois personnes seront condamnées pour l'exemple: René Romanet, un maçon de la Creuse dans le Nord de la France après 1918. Il revient travailler comme charpentier à La Villedieu, dont il est élu maire en 1935, Gaston Fanton, instituteur de Faux-la-Montagne, Antoine Meunier, vétéran invalide de la deuxième guerre mondiale (Pour les détails:).

## Politique et administration
| Période                                  | Période  | Identité          | Étiquette | Qualité     |
| ---------------------------------------- | -------- | ----------------- | --------- | ----------- |
| 1935                                     | 1956     | René Romanet      | PCF       |             |
| 1956                                     | 1958     | Julien Mourieras  |           |             |
| 1958                                     | 2001     | Jean Salviat      |           |             |
| mars 2001                                | En cours | Thierry Letellier | DVG       | Agriculteur |
| Les données manquantes sont à compléter. |          |                   |           |             |

## Démographie
L'évolution du nombre d'habitants est connue à travers les recensements de la population effectués dans la commune depuis 1793. Pour les communes de moins de 10 000 habitants, une enquête de recensement portant sur toute la population est réalisée tous les cinq ans, les populations de référence des années intermédiaires étant quant à elles estimées par interpolation ou extrapolation. Pour la commune, le premier recensement exhaustif entrant dans le cadre du nouveau dispositif a été réalisé en 2004.

En 2022, la commune comptait 51 habitants, en évolution de +4,08 % par rapport à 2016 (Creuse : −3,32 %, France hors Mayotte : +2,11 %).
| 1793 | 1800 | 1806 | 1821 | 1831 | 1836 | 1841 | 1846 | 1851 |
| ---- | ---- | ---- | ---- | ---- | ---- | ---- | ---- | ---- |
| 122  | 176  | 224  | 266  | 301  | 362  | 359  | 351  | 353  |

| 1856 | 1861 | 1866 | 1872 | 1876 | 1881 | 1886 | 1891 | 1896 |
| ---- | ---- | ---- | ---- | ---- | ---- | ---- | ---- | ---- |
| 307  | 278  | 301  | 277  | 271  | 245  | 293  | 305  | 300  |

| 1901 | 1906 | 1911 | 1921 | 1926 | 1931 | 1936 | 1946 | 1954 |
| ---- | ---- | ---- | ---- | ---- | ---- | ---- | ---- | ---- |
| 284  | 310  | 290  | 226  | 219  | 189  | 162  | 130  | 151  |

| 1962 | 1968 | 1975 | 1982 | 1990 | 1999 | 2004 | 2006 | 2009 |
| ---- | ---- | ---- | ---- | ---- | ---- | ---- | ---- | ---- |
| 115  | 91   | 72   | 55   | 53   | 43   | 51   | 48   | 43   |

| 2014 | 2019 | 2022 | - | - | - | - | - | - |
| ---- | ---- | ---- | - | - | - | - | - | - |
| 50   | 47   | 51   | - | - | - | - | - | - |

La reconstitution (nominative) de la population communale en 1800 (d'après registres paroissiaux) est consultable à la mairie.

## Lieux et monuments
- Le monument aux morts est particulièrement intéressant, non par son allure générale, plutôt traditionnelle, mais par le décor qui l'entoure. On peut y voir, non seulement des obus, mais un petit canon, fait semble-t-il unique en Limousin. Ce symbole militariste tranche en effet avec les prises de position de la population, en 1956 d'une part (« affaire » liée à la guerre d'Algérie, voir plus haut), plus récemment d'autre part (« affaire » dite de Tarnac, fin 2008). On peut ainsi voir sur un mur à l'entrée du village (en venant de l'est), le graffiti suivant : « Police partout, justice nulle part ». La contradiction suggérée par le monument est frappante, et impose une question : pourquoi l'obusier est-il toujours en place ? ou, autrement dit : à quoi sert de montrer « l'arme » qui a tué tant de nos jeunes hommes ?
- L'église Saint-Robert du village date du XIIe siècle. Elle est inscrite sur la liste des monuments historiques depuis 1963[26].

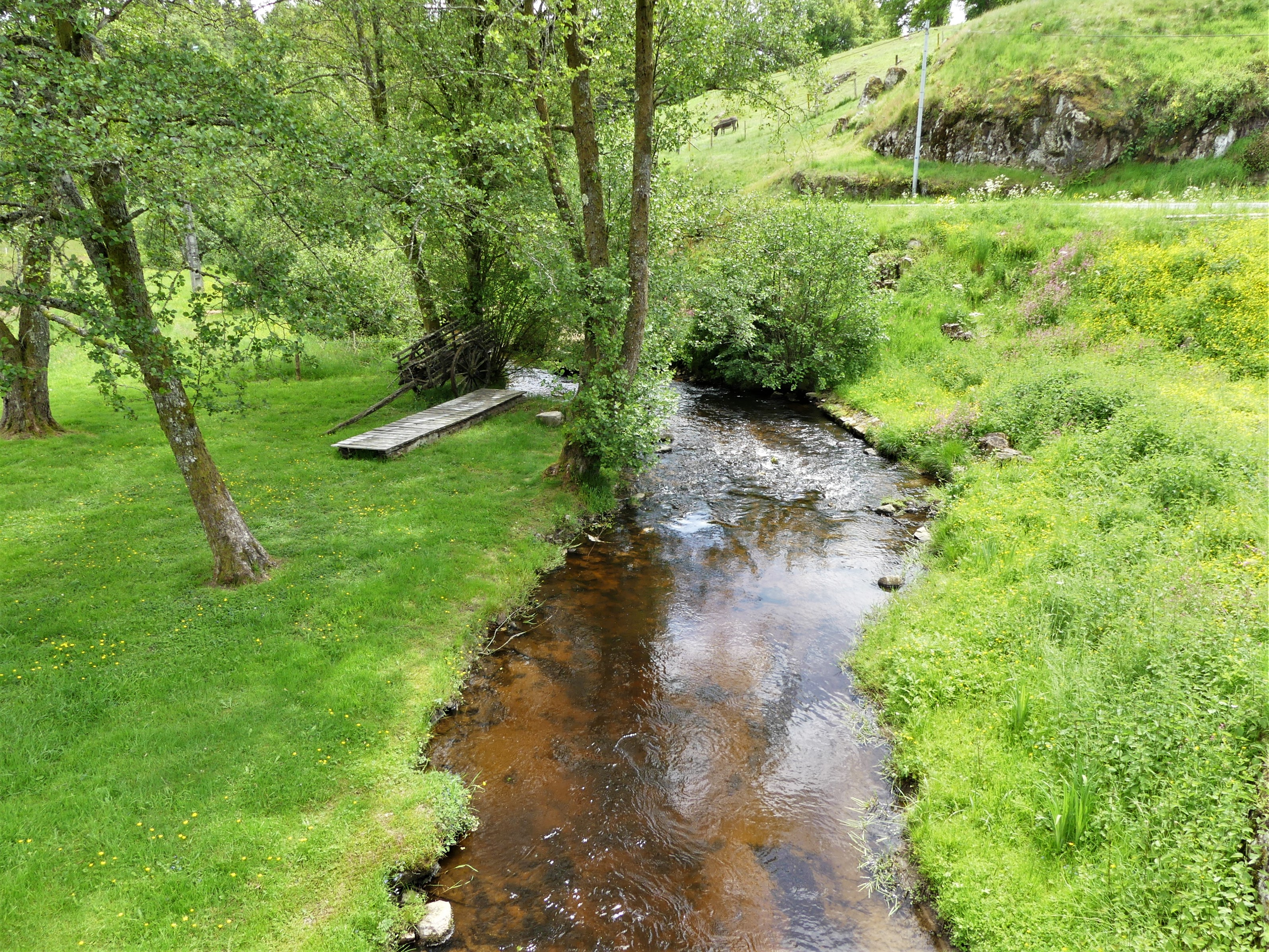
La Feuillade au pont de la RD 992.
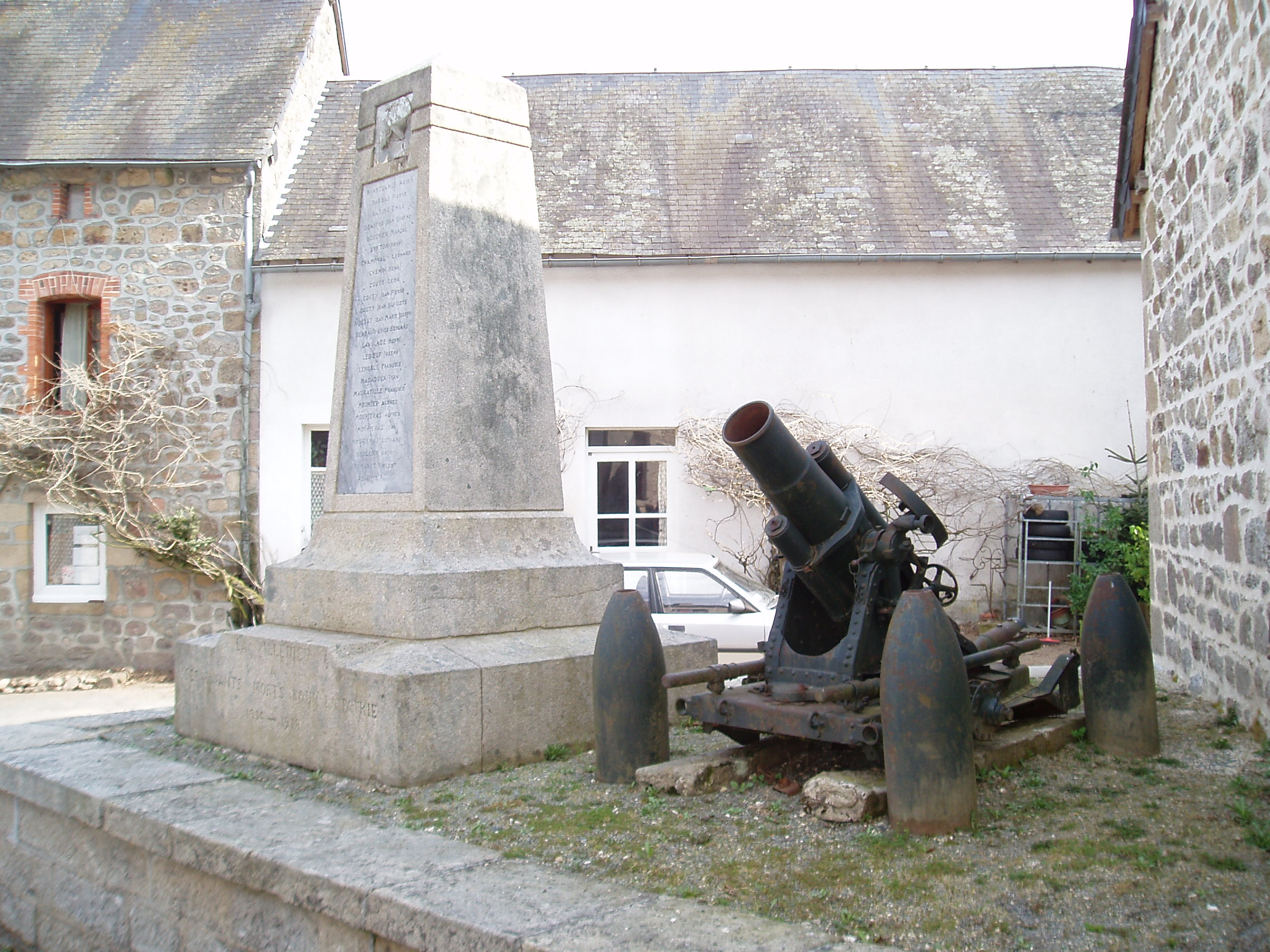
Canon et monument aux morts.
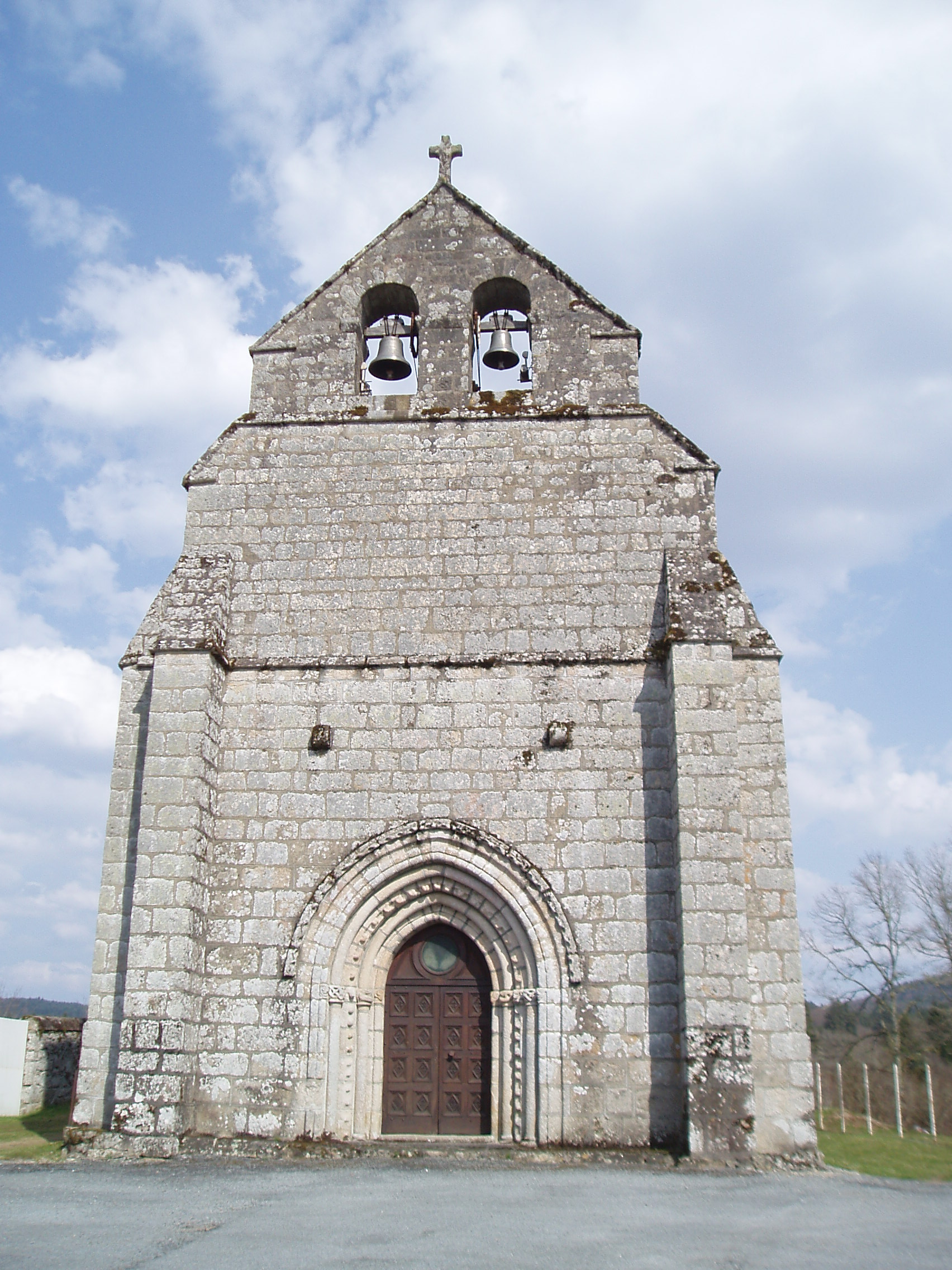
L'église Saint-Robert.

## Personnalités liées à la commune
Lieu de naissance d'Eugène Guillemet le 22/09/1873, médecin militaire officier de la légion d'honneur n° d'inscription 28971. Auteur de "sur les sentiers Laotiens " imprimé à Hanoi, imprimerie d'Extrême-Orient en 1921, puis d'un traité portant sur les médecins et la médecine chinoise écrit en 1910 alors qu'il était en mission en Chine.
Source : l'annuaire du marsoin 1920.

## Enseignement
De septembre 2012 à juin 2014, le village de La Villedieu a accueilli le collège associatif de la Traverse. Il était initialement situé dans le village de Saint-Martin-Château. Ce collège privé hors contrat était uniquement encadré par des bénévoles. Il prit fin à la fin de l'année scolaire 2014 par manque de moyens humains.